# لانگ‌فلو (محله)، مینیاپولیس
لانگ‌فلو (به انگلیسی: Longfellow) یک منطقهٔ مسکونی در ایالات متحده آمریکا است که در مینیاپولیس واقع شده‌است. لانگ‌فلو ۴٬۸۹۵ نفر جمعیت دارد.